# شين سو جين
شين سو جين (26 أكتوبر 1982 بكوريا الجنوبية - ) هو لاعب كرة قدم كوري جنوبي في مركز الدفاع. لعب مع نادي بوسان أي بارك وUlsan Hyundai Mipo Dockyard FC ‏ وجوانجو سانجمو ‏.

## وصلات خارجية
- شين سو جين على موقع دوري كوريا الجنوبية (الإنجليزية)